# Унтервесен
Унтервесен (њем. Unterwössen) општина је у њемачкој савезној држави Баварска. Једно је од 35 општинских средишта округа Траунштајн. Према процјени из 2010. у општини је живјело 3.442 становника. Посједује регионалну шифру (AGS) 9189160.

## Географски и демографски подаци
Унтервесен се налази у савезној држави Баварска у округу Траунштајн. Општина се налази на надморској висини од 555 метара. Површина општине износи 41,3 km². У самом мјесту је, према процјени из 2010. године, живјело 3.442 становника. Просјечна густина становништва износи 83 становника/km².